# In punta di piedi (EP)
| Recensione      | Giudizio |
| --------------- | -------- |
| Musica e dischi |          |

In punta di piedi è il primo EP della cantautrice pop italiana Nathalie, pubblicato il 23 novembre 2010 dalla Sony Music.

## Il disco
Inizialmente pubblicato in formato digitale, il successivo 30 novembre è stato reso disponibile anche in copia fisica.
L'EP, pubblicato il giorno della finale della quarta edizione di X Factor, vinta dalla stessa Nathalie, contiene cinque brani: il singolo In punta di piedi, scritto dalla stessa cantautrice, e quattro cover scelte tra quelle interpretate dall'artista durante la trasmissione, tra cui Cornflake Girl di Tori Amos e Fortissimo di Rita Pavone. L'EP è entrato alla tredicesima posizione della classifica settimanale degli album italiani.
La produzione è affidata a Lucio Fabbri, che ha anche curato gli arrangiamenti di tutti i brani, ad eccezione di Fortissimo, arrangiata da Stefano Cisotto, e Piccolo uomo, arrangiata da Lucio Fabbri e Marco Forni.

## Tracce
1. In punta di piedi – 3:38 (Nathalie)
2. Cornflake Girl – 3:32 (Tori Amos)
3. Tu che sei parte di me – 2:58 (Pacifico)
4. Fortissimo – 2:19 (Bruno Canfora, Lina Wertmüller)
5. Piccolo uomo – 4:10 (Bruno Lauzi, Angelo La Bionda, Dario Baldan Bembo, Leonardo Ricchi[5])

## Formazione
- Nathalie – voce, pianoforte (in In punta di piedi)
- Roberto Gualdi – batteria
- Lucio Fabbri – pianoforte, cori, tastiera, basso, chitarra, violino, viola, violoncello
- Stefano Cisotto – pianoforte, programmazione, tastiera (in Fortissimo)
- Marco Forni – pianoforte, programmazione, tastiera (in Piccolo uomo e Cornflake Girl)
- Paola Folli, Salvo Calvo – cori

## Classifiche
| Classifica (2010) | Posizione massima |
| ----------------- | ----------------- |
| Italia            | 13                |

### Andamento nella classifica italiana
| Posizione | 13 | 21 | 32 | 43 | 30 | 34 | 33 | 37 | 46 | 53 | 53 | 81 |